# NGC 7271
NGC 7271 é uma galáxia lenticular (S0) localizada na direcção da constelação de Pegasus. Possui uma declinação de +32° 22' 03" e uma ascensão recta de 22 horas, 23 minutos e 57,5 segundos.
A galáxia NGC 7271 foi descoberta em 9 de Setembro de 1863 por Albert Marth.